# Vast Comité van Toezicht op de inlichtingen- en veiligheidsdiensten
Het Vast Comité van Toezicht op de Inlichtingen- en Veiligheidsdiensten en het Orgaan voor de Coördinatie van de Dreiging of kortweg Comité I is een extern toezichtsorgaan op de Belgische inlichtingendiensten Veiligheid van de Staat (VSSE), de Algemene Dienst Inlichting en Veiligheid van de Krijgsmacht (ADIV) en het fusiecenter Orgaan voor de Coördinatie en de Analyse van de Dreiging (OCAD).
Het rapporteert aan de Kamer van volksvertegenwoordigers in de 'Bijzondere Commissie Belast met de Parlementaire Begeleiding van het Vast Comité van Toezicht op de Politiediensten en van het Vast Comité van Toezicht op de Inlichtingen- en Veiligheidsdiensten'.

## Ontstaansgeschiedenis
Ook al heeft België een inlichtingendienst sinds 1830, had deze geen wettelijk kader. In de loop van de jaren 80 werd België opgeschrikt door de aanslagen van de Bende van Nijvel en de Cellules Communistes Combattantes. Tevens werd onthuld dat de Staatsveiligheid geïnfiltreerd was in de extreemrechtse organisatie Westland New Post en binnen Operatie Stay Behind werkte, een netwerk van geheime agenten onder de leiding van de NAVO dat zich voorbereidde op een eventuele invasie van het westen door de Sovjet-Unie.
Door de parlementaire onderzoekscommissies betreffende de Bende van Nijvel, werd dan ook aanbevolen een extern en permanent toezichtsorgaan op de werking van de inlichtingendiensten op te richten.
Vervolgens werd middels de wet van 18 juli 1991 (tot regeling van het toezicht op de politie- en inlichtingendiensten), het Comité I (samen met het Comité P) opgericht. Het trad in werking in 1994.

## Opdrachten
De opdrachten van het Comité I omvatten in grote lijnen:
- de bescherming van de grondwettelijke rechten en fundamentele vrijheden van de burgers door de inlichtingendiensten verzekeren door toe te zien op het naleven en het doen naleven ervan
- de coördinatie en de efficiëntie van de inlichtingendiensten nagaan
- voorzitterschap en griffie van het beroepsorgaan betreffende veiligheidsmachtigingen, veiligheidsadviezen en veiligheidsattesten (wet van 11 december 1998)

Concreet is het Vast Comité bevoegd om de volgende opdrachten te vervullen:
- Het voeren van toezichtonderzoeken naar het functioneren van de inlichtingendiensten en het coördinatieorgaan van de dreigingsanalyse; toezichtonderzoeken kunnen door het Comité op eigen initiatief worden ingesteld, of in opdracht van de bevoegde minister of het parlement.
- Het onderzoeken van klachten die geformuleerd werden tegen leden van de inlichtingendiensten (misbruik van dienstkaart, overschrijden van bevoegdheden, ...).
- Het toezicht op de inzet van de bijzondere en bepaalde gewone inlichtingenmethoden: zie hieronder Toezicht op de Bijzondere Inlichtingenmethoden.
- De controle op buitenlandse intercepties, beeldopnamen en IT-intrusies in het buitenland door de ADIV.
- De controle op de verwerking van informatie en van de persoonsgegevens in de gemeenschappelijke gegevensbanken, een opdracht die het Comité I vervult gezamenlijk met het Controleorgaan op de politionele informatie (COC).
- Optreden als beroepsorgaan inzake veiligheidsmachtigingen, -attesten, en -adviezen.
- Het voeren van opsporings- en gerechtelijke onderzoeken naar leden van de veiligheidsdiensten die ervan verdacht worden een misdaad of wanbedrijf te hebben begaan. Daartoe hangt de Dienst Enquetês van het Vast Comité rechtstreeks af van de procureur.
- Optreden als expert over democratische controle en contacten onderhouden met buitenlandse toezichtorganen.

Het Comité I kan het Comité P bij zijn onderzoeken betrekken in het kader van een gemeenschappelijk onderzoek (dit kan ook uitgaande van het Comité P).
Van elk onderzoek wordt een verslag gemaakt dat wordt gezonden aan de bevoegde minister of de bevoegde overheid, alsmede aan de Kamer van volksvertegenwoordigers. Daarna worden de verslagen publiek gemaakt in een jaarlijks activiteitenverslag.

## Structuur
Het Comité I bestaat uit een collegiaal Bestuurcomité (bestaande uit drie raadsleden waaronder een voorzitter), een Dienst Enquêtes en een administratie (geleid door een griffier). Voorzitter is sinds 2018 Serge Lipszyc. Raadsvrouw Linda Schweiger en Raadsvrouw Séverine Merckx maken sedert respectievelijk 2023 en 2024 deel uit van het Comité.

### Bestuurscomité
Dit comité stelt rapporten op voor het Parlement en de bevoegde ministers (respectievelijk de minister van Justitie voor de Veiligheid van de Staat en de minister van Landsverdediging voor het ADIV) & beslist over de klachten en aangiften die door privé-personen aan de Dienst Enquête werden voorgelegd.
Het oefent toezicht uit op eigen initiatief, op verzoek van het parlement of een bevoegd minister.

### Dienst Enquêtes
Deze wordt geleid door een diensthoofd en voert administratieve en gerechtelijke onderzoeken.
De administratieve slaan op toezichtonderzoeken (eventueel na een klacht of aangifte van een privé-persoon), de gerechtelijke slaan op onderzoeken naar de misdaden en wanbedrijven gepleegd door leden van de inlichtingendiensten.

### Toezicht op de Bijzondere Inlichtingenmethoden
In 2010 werd aan de Belgische inlichtingendiensten VSSE en ADIV de bevoegdheid verleend om technische middelen in te zetten om aan inlichtingenvergaring te doen met de Wet op de Bijzondere Inlichtingenmethoden (BIM). Naargelang de intrusitiveit van de ingezette middelen, worden de zogenaamde BIMs onderverdeeld in "specifieke" en "uitzonderlijke" methoden. Het Comité I controleert tijdens en na de inzet van deze methoden of zij wettelijk zijn. Het kan de onmiddellijke stopzetting van onwettige intercepties bevelen; in dat geval moeten de reeds verzamelde gegevens zonder verwerking worden vernietigd. Uitzonderlijke methoden moeten voordat zij kunnen ingezet worden eveneens worden gemachtigd door een commissie van drie gespecialiseerde magistraten, de zogenaamde BIM-Commissie. Deze machtigingen - of weigering daarvan - worden a posteriori door het Comité I gecontroleerd. Het Comité I kan de beslissing van de BIM-Commissie omkeren.

### Voorzitters
- J.-Y. Mine (1994)
- Véronique Paulus de Châtelet (1994-1998)
- Jean-Claude Delepière (1998-2006)
- Guy Rapaille (2006-2018)
- Serge Lipszyc (2018- )